# 寺内寿一
寺内 寿一（てらうち ひさいち、旧字体：寺內 壽一、1879年〈明治12年〉8月8日 - 1946年〈昭和21年〉6月12日）は、日本の陸軍軍人、政治家。最終階級は元帥陸軍大将、位階は従二位、勲等は勲一等、功級は功一級、爵位は伯爵。東京府生まれ、東京府育ち。山口県出身。
第18代内閣総理大臣などを歴任した元帥陸軍大将寺内正毅の長男で、皇族以外では陸海軍を通して親子2代で元帥府に列せられた唯一の人物である。
陸軍大臣在任時は、衛生省（厚生省、現・厚生労働省）の設立を提唱。太平洋戦争期には、編成時から一貫して南方戦線の陸軍部隊を統括する南方軍総司令官を務めた。

## 生涯
- 1879年（明治12年）8月8日 - 東京府にて出生する。
- 1882年（明治15年）- 4歳の時、父のフランス留学により、東京から山口県吉敷郡宮野村（現・山口市）の伯母・中島ふじ宅へ転居。3年後、父の帰国により東京へ戻る。麹町の幼稚園を経て、1888年（明治21年）高等師範学校附属学校小学科（現・筑波大学附属小学校）入学[1]。
- 1897年（明治30年）3月 - 高等師範学校附属尋常中学校（現・筑波大学附属中学校・高等学校）卒業
- 1899年（明治32年）11月 - 陸軍士官学校（11期）卒業
- 1900年（明治33年）6月22日 - 任歩兵少尉
- 1902年（明治35年）11月15日 - 任歩兵中尉
- 1903年（明治36年）7月1日 - 近衛歩兵第2聯隊附
- 1904年（明治37年）
  - 3月 - 日露戦争に出征
  - 9月16日 - 任歩兵大尉
- 1909年（明治42年）12月 - 陸軍大学校（21期）を卒業
- 1911年（明治44年）10月18日 - 任歩兵少佐
- 1912年（明治45年）7月1日時点 - 墺国大使館附武官輔佐官
- 1914年（大正3年）7月1日時点 - 陸軍省軍務局（獨国駐在）
- 1916年（大正5年）11月15日 - 任歩兵中佐
- 1917年（大正6年）9月1日時点 - 歩兵第2聯隊附
- 1918年（大正7年）9月1日時点 - 参謀本部々員
- 1919年（大正8年）7月25日 - 任歩兵大佐
- 1919年（大正8年）12月 - 伯爵を襲爵
- 1920年（大正9年）9月1日時点 - 近衛歩兵第3聯隊長
- 1923年（大正12年）9月1日時点 - 近衛師団参謀長
- 1924年（大正13年）2月4日 - 任少将
- 1926年（大正15年）
  - 3月2日 - 補第1師団司令部附
  - 9月 - 山陽本線特急列車脱線事故に遭遇
- 1927年（昭和2年）8月26日 - 補朝鮮軍参謀長
- 1929年（昭和4年）8月1日 - 任中将
- 1929年（昭和4年）8月1日 - 補独立守備隊司令官
- 1930年（昭和5年）8月1日 - 補第5師団長
- 1932年（昭和7年）1月9日 - 補第4師団長
- 1933年（昭和8年）6月17日 - ゴーストップ事件
  - 大阪市の天神橋筋で、第4師団の一等兵と曽根崎警察署の巡査が信号無視をめぐり乱闘を起こした、ゴーストップ事件当時の師団長である。この事件では寺内と縣忍大阪府知事の会談も決裂、軍部と警察の権限のあり方について世論も沸騰した。その後陸軍省と内務省の協議により、制服を着た兵に違法行為があった場合には憲兵に引き渡すことが決定されたが、軍部の強大さを世間に示す結果となった。
- 1934年（昭和9年）8月1日 - 補台湾軍司令官
- 1935年（昭和10年）10月30日 - 任大将
- 1936年（昭和11年）3月9日 - 任陸軍大臣（廣田内閣）

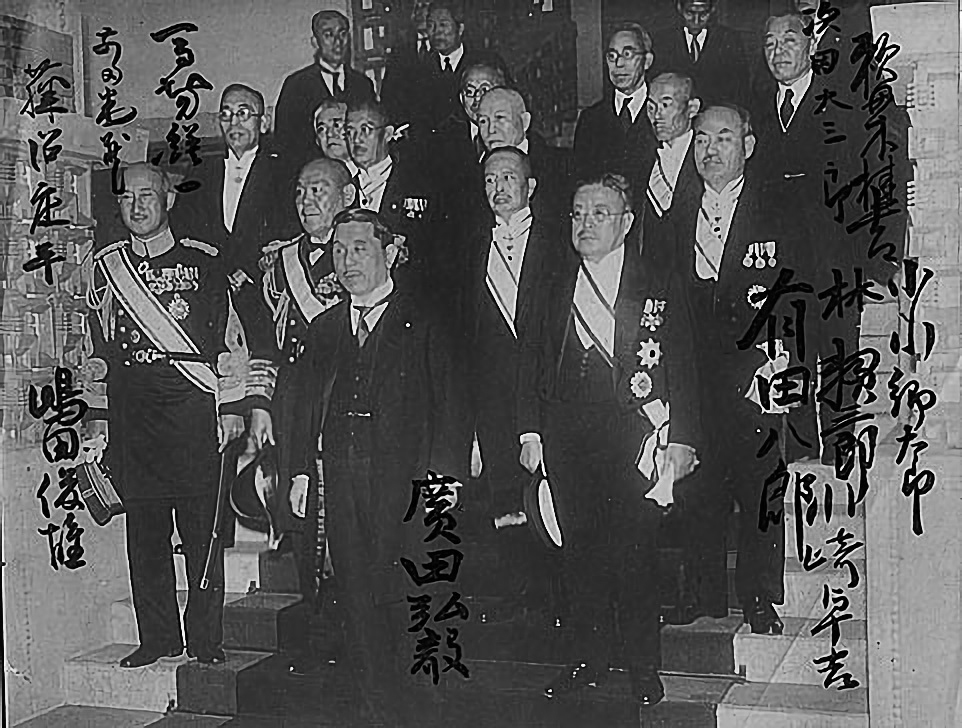
1936年、陸軍大臣当時の寺内（左端）

- 1937年（昭和12年）1月 - 政友会の代議士浜田国松と腹切り問答
- 二・二六事件の後、陸相として皇道派の追放（粛軍）を主導し、「追放された連中が陸相になれないように」との口実で軍部大臣現役武官制を復活させる等、軍部の影響力を増大させている。また、1937年（昭和12年）1月21日、「腹切り問答」後に議会解散を要求し、二日間の議会停会の後、廣田内閣を総辞職に追い込んだ。

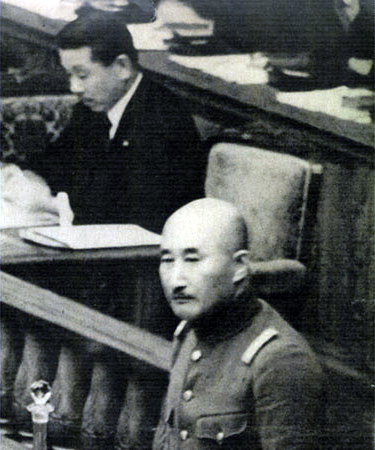
「腹切り問答」の際に壇上から浜田国松議員を睨みつける寺内、奥が広田総理

- 廣田内閣総辞職後、宇垣一成に組閣の大命が降下されるが、湯浅倉平内大臣の事前打診に「もういい時分だ」と確言したにもかかわらず、石原莞爾ら陸軍中堅将校の猛反対を背景に陸相を推挙せず、宇垣内閣を流産に導く。宇垣は陸相在任時、予備役編入が内定した寺内の「母の胎内にいる時から陸軍に育った私です。任地は由良でも澎湖島の要塞でも結構ですから、どうか一生陸軍に置いて頂きたい」との言葉にほだされ、彼を現役に留めた恩人であった[2]。
- 1937年（昭和12年）2月 - 教育総監
- 1937年（昭和12年）8月 - 北支那方面軍司令官

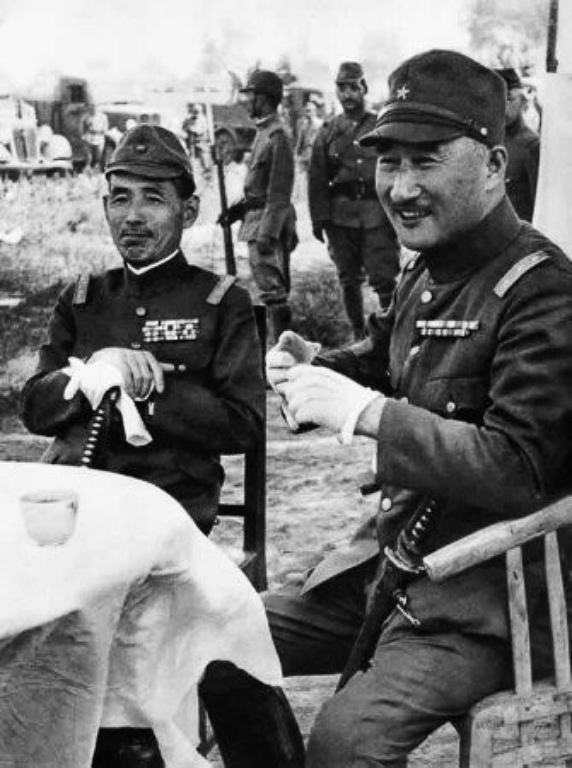
1938年、北支那方面軍司令官当時の寺内（右）。同年生まれで陸士陸大では1期後輩であり、のちに同じく元帥となる中支那派遣軍司令官当時の畑俊六大将（左）とともに

- 1941年（昭和16年）11月 - 南方軍総司令官

- 1943年（昭和18年）6月 - 元帥

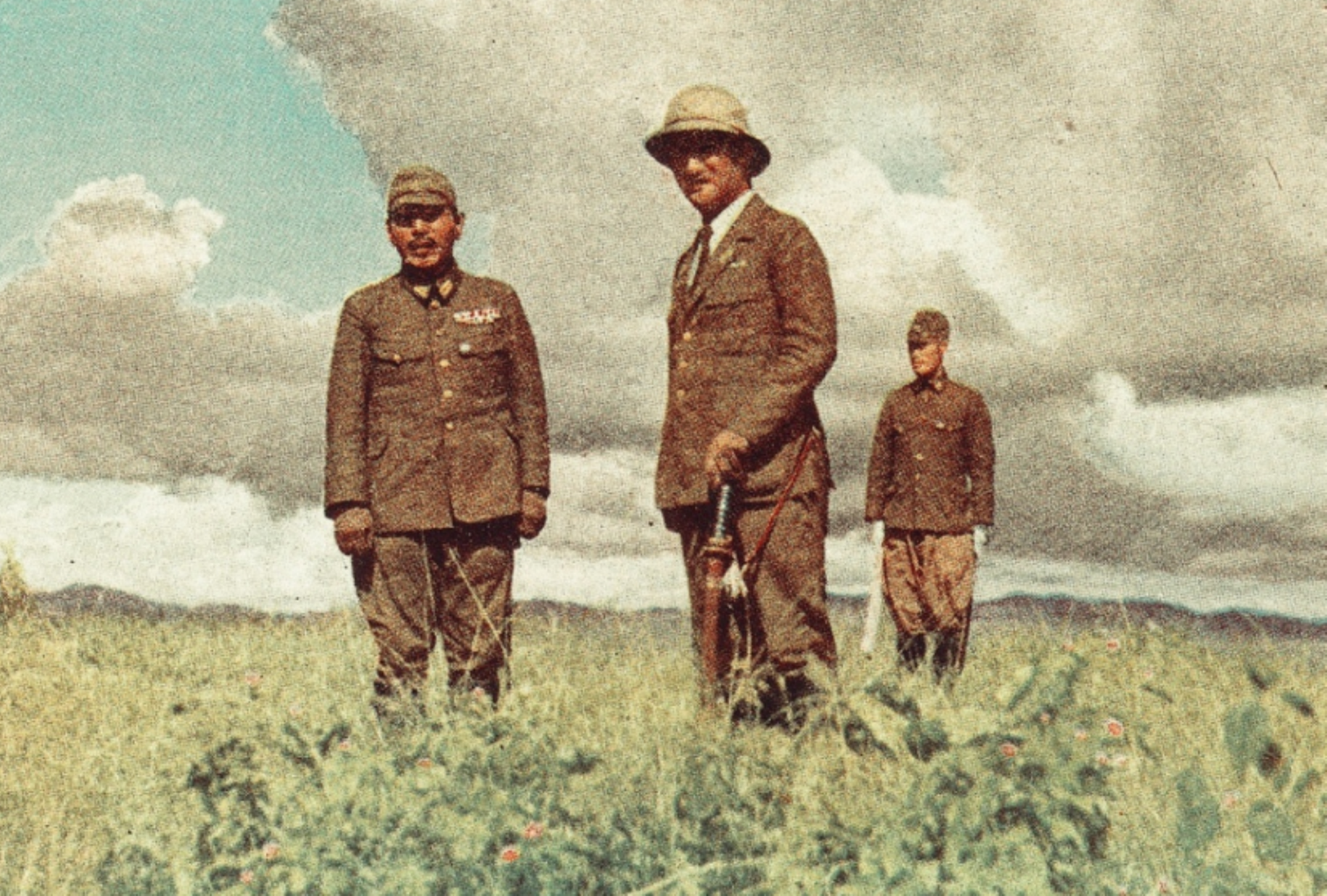
1942年、シンガポールにおいて南方軍総司令官当時の寺内（中央）

- 1945年（昭和20年）9月12日 - シンガポールで降伏文書調印式が行われるが、病床にあったために出席できず、隷下の第7方面軍司令官で実質的な南方軍総司令官であった板垣征四郎大将が代理出席した[3]。
- 1946年（昭和21年）6月12日 - マレーシアのレンガムで拘留中に脳溢血のため死去[4]。享年68（満66歳没）。シンガポールの日本人墓地に記念墓がある他、山口市の山崎陸軍墓地にも墓所がある。

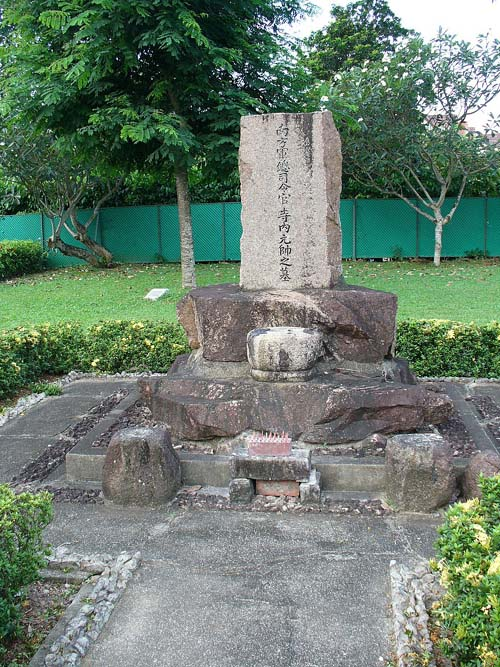
シンガポールにある「南方軍総司令官寺内元帥之墓」

## 逸話
- 育ちが良く、周囲や部下に細密な気配りができ、陸軍では下士官や兵に人気があった。ただ、一方で幼少時は同級生を暴行していたとも伝えられる。作家永井荷風とは高等師範学校附属尋常中学校時代の同窓生（永井は病気で休学していた期間があり、復学した時に同期となった）だが、山田風太郎の回想によると、軟派学生だった永井を看過出来なかった寺内は、永井に対して暴行を加えたこともあったという[5]。

- 松前重義が東條英機によって懲罰召集され、勅任官である逓信省局長にもかかわらず、二等兵として南方に送られて来た際には、総司令官名での辞令を連発して、事実上スーツ姿で軍政顧問として働くようにさせた。陸軍の最長老で元帥でもある寺内にはさすがの東條もやり返せず、そのままになったが、そもそも松前が南方に送られたのは東条失脚の後である。長州閥に敵愾心を燃やした東條と長州閥のボスだった寺内正毅を父に持つ寺内寿一との関係は微妙なものがあった。

- 戦時中は埼玉県にある盆栽村の庇護者でもあり、ホテルのマネージャーをやってみたいと語ったこともある。なお、旧日本軍最後の軍歌『壮行譜』は、寺内が収監された時に贈られた曲である。

- 出身地山口県にある陸上自衛隊山口駐屯地防長尚武館には、父・正毅のものと並んで寿一の元帥佩刀（元帥刀）が収蔵展示されている。

- 身長は170cm以上と、明治初期の生まれとしては高身長であった。

### 人物
陸軍元帥で華族の子息として生を受けるという恵まれた環境に育ち、身体的特徴としても容姿端麗で長身でであり、性格としては清潔、恬淡を旨とし金銭欲、権力欲、政治的野心のない純粋な軍人肌の人物であったとされる。

## 栄典
位階
- 1915年（大正4年）12月28日 - 正五位[8]
- 1935年（昭和10年）10月1日 - 正三位[9]

爵位等
- 1919年（大正8年）12月27日 - 伯爵（襲爵）[10]
- 1943年（昭和18年）6月21日 - 元帥[11]

勲章等
| 受章年                    | 略綬 | 勲章名                   | 備考 |
| ------------------------- | ---- | ------------------------ | ---- |
| 1914年（大正3年）5月16日  |      | 勲四等瑞宝章             |      |
| 1915年（大正4年）11月7日  |      | 旭日小綬章               |      |
| 1915年（大正4年）11月7日  |      | 大正三四年従軍記章       |      |
| 1920年（大正9年）6月25日  |      | 勲三等瑞宝章             |      |
| 1929年（昭和4年）9月4日   |      | 勲二等瑞宝章             |      |
| 1938年（昭和13年）8月13日 |      | 旭日大綬章               |      |
| 1940年（昭和15年）8月15日 |      | 紀元二千六百年祝典記念章 |      |
| 1942年（昭和17年）3月     |      | 功一級金鵄勲章           |      |

外国勲章佩用允許
| 受章年                    | 国籍     | 略綬 | 勲章名                         | 備考 |
| ------------------------- | -------- | ---- | ------------------------------ | ---- |
| 1937年（昭和12年）12月1日 | 満洲帝国 |      | 勲一位景雲章                   |      |
| 1938年（昭和13年）1月25日 | ドイツ国 |      | アードレル勲章グロースクロイツ |      |

## 家族
子がなかったため、妻の姪を4歳から育て、その婿に萩銀行頭取で大地主の菊屋剛十郎の孫・嘉雄を迎え、跡継ぎとした。

## 関連文献
- 『元帥寺内寿一』　同刊行会・上法快男編　「昭和軍事史叢書」芙蓉書房　1978年